# المصراع (بني سعد)

تعديل مصدري - تعديل

المصراع هي إحدى قرى عزلة الشويع بمديرية بني سعد التابعة لمحافظة المحويت، بلغ تعداد سكانها 238 نسمة حسب تعداد اليمن لعام 2004.